# Periacma himalayensis
Periacma himalayensis (лат.) — вид молевидных бабочек рода Periacma из семейства Autostichidae. Китай (Тибетский автономный район), Непал.

## Описание
Размах крыльев 14,5 ‒ 15,0 мм. Основная окраска желтовато-коричневая и чёрная. Мезонотум оранжево-жёлтый базально, чёрный дистально; тегулы жёлтые, кроме чёрного пятна у проксимального основания. Переднее крыло оранжево-жёлтое, с плотными чёрными чешуйками; боковой край с чёрной крапинкой в основании; чёрная крапинка от основания спинки косо наружу к складке, затем вдоль складки до конца складки; дискальное пятно чёрное, короткое штриховидное, над предыдущей крапинкой и параллельно ей; постмедиальная фасция чёрная, тянется примерно от 1/2 бокового края до торнуса; вершинная фасция сужена по краю до постмедиальной фасции; бахромка одноцветная с передним крылом, пёстрая с чёрным по краю. Задние крылья и бахрома черновато-серые. Ноги жёлтые, кроме тарсомеров 3 4 передней лапки, чёрные; на дорсальной поверхности бёдра передних и средних лапок с чёрными чешуйками, голени передних лапок с чёрной полосой, средние лапки с чёрными голенями на дистальной половине, тарзус чёрный в середине первого тарзомера и в основании остальных тарзомеров; на внешней поверхности голени задних лапок с серыми чешуйками на дистальной половине, тарзус чёрный в середине первого тарзомера. Этот вид можно отличить по саккулюсу со свободным, постепенно расширяющимся дистальным отростком, спинному отростку, который дистально сросся с вальвой, и дистально трёхлопастному эдеагусу.